# OVERSEAS TOP40
『OVERSEAS TOP40』（オーバーシーズ・トップ・フォーティー）は、α-STATIONで毎週日曜日15:00～17:00に放送されていた洋楽カウントダウン番組である。

## 概要
洋楽の同局でのオンエアポイント、京都主要CDショップのセールスポイント、リスナーからのリクエスト、DJの一押しポイントを基にオリジナルランキングを発表している。初期には京都にあるタワーレコードとヴァージン・メガストアーズからのお勧めアルバムを紹介するコーナーがあった。
番組開始当初は5時間番組であったが、4→3時間と徐々に短縮しており、最終は2時間番組となった。
土曜に放送されているJ-AC TOP40とは事実上3時間の差が発生している事になり、偏りが見られた。
2020年3月29日の放送をもって、26年9カ月にわたった放送を終了。

## 放送時間

### 現在
- 毎週日曜 15:00 - 17:00（2019年4月7日[2] - ）

### 過去
- 毎週日曜 14:00 - 17:00（2010年 - 2019年3月31日[2]）

## 主なコーナー
TOP3予想

その週のTOP3を当てると抽選で1人にプレゼントが当たる。

なお、上記2つのプレゼント以外にもメッセージやリクエストを送ったリスナーに向けての抽選で当たるプレゼントも用意されている。
オーバーシーズクイズ

17:00頃になるとOVERSEAS TOP40のキャラクター「ジョージ」がクイズを出題（殆どが三択問題）。

それを時間内（ニュースなどの時間で約20分後、その週の19位の曲が流れ終わるまで）に解答すると抽選でアーティストグッズがプレゼントされる。

まれにアーティスト本人がクイズを出題する場合もある。

その場合は大抵アーティスト自身が好きな食べ物に関する問題であった。
2010年コーナー終了。

## 歴代DJ
- 初代 - リディア・ティー・ユーン
- 2代目 - 佐野恵里
- 3代目 - 久米村直子 - 2019年より、KBS京都ラジオで当番組の真裏にあたる時間で『久米村直子のSuperDuper Sunday』を担当
- 4代目 - 大塚由美
- 5代目 - ポール、AMI(ナレーションDJ)

## その他
1993年7月 - 放送開始。番組開始当初は、「J-AC TOP30」とリンクする形で企画、

まず、7月1日に特番「Overseas TOP50」のタイトルで年間チャートが紹介され、

7月11日より「Overseas TOP30」のタイトルで毎週日曜日の17:00～19:00にオンエアされるようになった。

次番組であったTWILIGHT AVENUEとの間がステブレレスとなっていた時期もある。

初代DJリディア・ティー・ユーンは、1993年7月から翌年3月最終週までは「Overseas TOP30」と併せてその前の「CRUISIN' KYOTO45」の14時から16時までのゾーンも担当していた。

3代目久米村直子担当当時は後番組であるTWILIGHT AVENUEのDJ（後藤晃宏）と番組最後にクロストークを行っており、稀にリスナーからの質問を久米村が読み、後番組で後藤が回答するという演出もあった。